# Cessna 402
Cessna 401 och Cessna 402 är ett mindre passagerar- och transportflygplan tillverkat av Cessna.

## Historik
Cessna 402 konstruerades som en konkurrent till Beech Queen Air som dominerade marknaden för mindre trafikflygplan. Cessna 402 är en utveckling av Cessna 411, som modifierades så att det blev lättare och fick svagare motorer för att bli billigare i drift. Det introducerades tillsammans med Cessna 401 hösten 1966. Cessna 401 var avsett som företags- eller VIP-flygplan medan Cessna 402 var avsett som passagerar- och transportflygplan. Det senare kunde väldigt enkelt ändras om mellan frakt- och passagerartrafik och blev mycket populärt bland mindre regional- och taxiflygbolag. 
Flygplanet är lågvingat med infällbart landställ. I vardera vingen sitter en motorgondol och i nosen finns ett bagageutrymme. Flygplanet är konstruerat för att kunna operera från små flygfält eller provisoriska fält vid behov.

## Varianter
- Cessna 401 - Frakt- eller passagerarflygplan för upp till åtta passagerare.
- Cessna 402 - Frakt- eller passagerarflygplan för upp till åtta passagerare.
- Cessna 402A - Som 402 men med förlängd nos.
- Cessna 402B - Som 402A men med fem fönster "Businessliner" och "Utiliner".
- Cessna 402C - Som 402B men med ökad bränslelast och kraftigare motorer.

## Användning i Sverige
Cessna 402C SE-GYP användes av Kustbevakningen. 

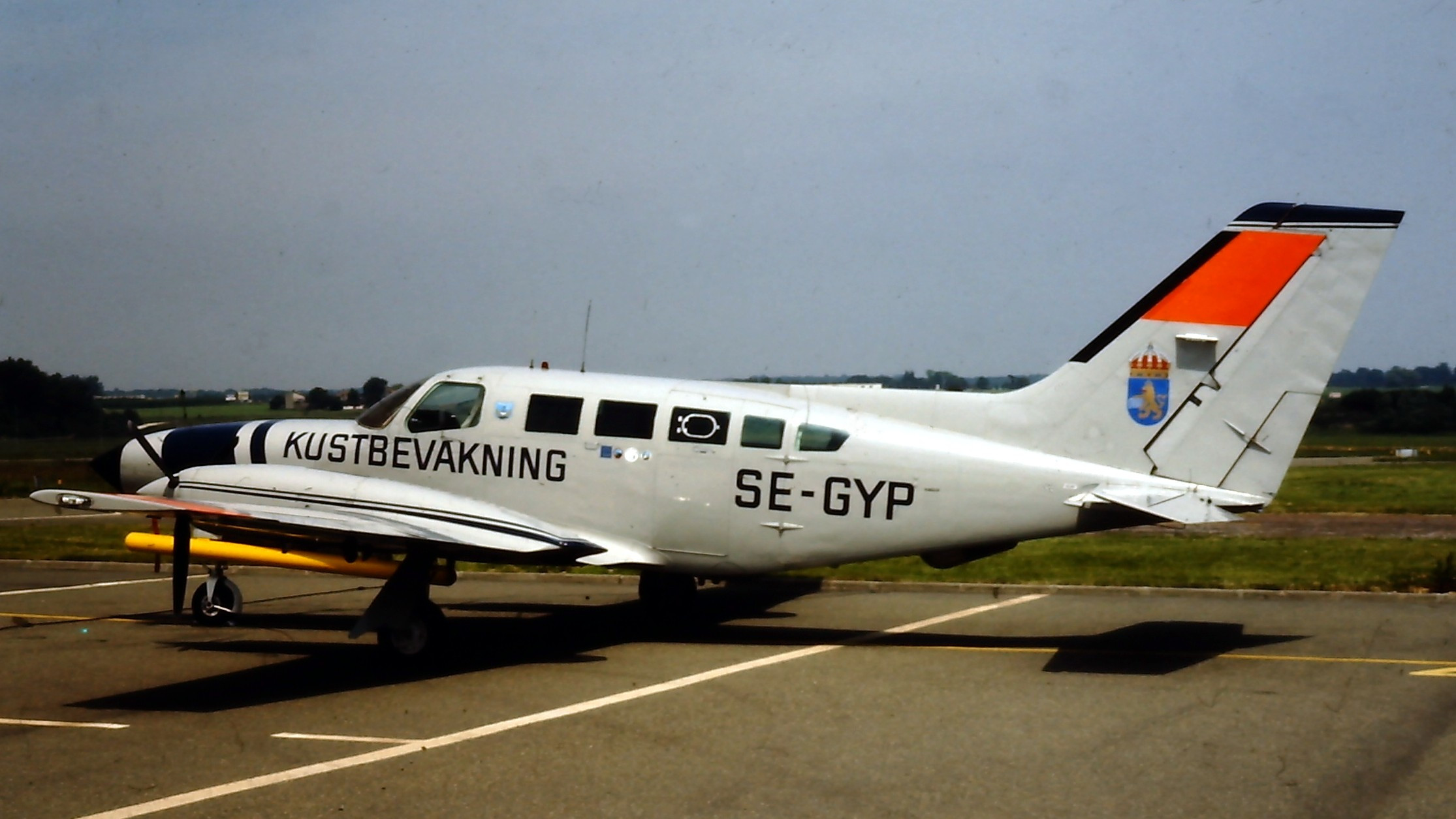
Kustbevakningens Cessna 402C SE-GYP på Toussus-le-Noble flygplats.